# Hošťka, Tachov
Hošťka là một làng thuộc huyện Tachov, vùng Plzeňský, Cộng hòa Séc.